# Eime
Eime er en kommune der ligger i den vestlige del af Landkreis Hildesheim, i den sydlige del af den tyske delstat Niedersachsen med knap 2.650 indbyggere (2012). Den er en del af amtet (Samtgemeinde) Gronau .

## Geografi
Eime ligger i landskabet Leinebergland øst for Naturpark Weserbergland Schaumburg-Hameln. Kommunen ligger sydvest for byen Elze og vest for amtets administrationsby Gronau. Højdedraget Külf med udsigtstårnet Cölleturmligger mod sydøst, og Thüster Berg med et andet udsigtstårn Lönsturm ligger mod sydvest.

### Inddeling
I kommunen ligger landsbyerne:
- Eime
- Deilmissen
- Deinsen
- Dunsen
- Heinsen